# .vg
.vg este un domeniu de internet de nivel superior, pentru Insulele Virgine Britanice (ccTLD).